# Herresta, Strängnäs kommun
Herresta (även Herrestad) är en småort i Toresunds socken, Strängnäs kommun, Södermanland.
Herresta herrgård ligger vid Herrestaviken, som tidigare förbands med Mälaren genom det numera uppgrundade Sundet. Gården ligger cirka 4 km öster om Toresunds kyrka och är enligt Nordisk familjebok "vackert beläget vid Mälaren".
I husen omkring godset och i godskomplexet har antalet bofasta ökat såpass att SCB vid småortsavgränsningen år 2020 avgränsade en småort här 